# ウエルガス・アンサンブル
ウエルガス・アンサンブル（Huelgas Ensemble）はベルギーの古楽専門声楽・器楽アンサンブルである。レパートリーは、中世（13世紀以降）、ルネサンス、バロック初期で、特にブルゴーニュ楽派、フランドル楽派を中心とする。1971年にパウル・ヴァン・ネーヴェルが設立し、現在まで指揮者を務めている。団体名は、13世紀の音楽作品の主要な典拠の一つであるラス・ウエルガス写本から取られている。

## 活動歴
ウエルガス・アンサンブルは、トマス・ビンクリーやデイヴィッド・マンロウら、古楽演奏の初期の世代を継承する団体の一つである。ウエルガス・アンサンブルは1971年、バーゼル・スコラ・カントルムで活動していたパウル・ヴァン・ネーヴェルが設立した。古楽本来の音響を追求するためにネーヴェルは、中世もしくはルネサンス期のコルネット、トロンボーン、リコーダー、ホルンなど、オリジナル楽器の使用にこだわり、その結果ウエルガス・アンサンブルは、たちまち古楽の著名な演奏団体のひとつとして認められるようになった。総じて、声楽、器楽ともにその表現技法は当時の音響の再現を目指したもので、たっぷりとした力強い響きと芳醇な音響造形を実現している。演奏は、洗練されたフレージングに加え、豊かで情感にあふれる装飾音に満ち、しかも革新性を失うことなく、エキセントリックでさえある。演奏キャリアを通してネーヴェルは、もちろん古楽の範囲にとどまるものの、常に実験的であるが、その演奏は楽譜に忠実で、正確な音の再現を追い求めるものである。
1994年に発表した『ニコシアのヤヌス王の宮廷音楽』（Music at the Court of King Janus of Nicosia）では、いくつかの曲において、通常想定されるのとは異なるテンポで、極限まで鋭角化した不協和音をふんだんに用いた演奏を披露した。同年のオルランド・ディ・ラッソ『聖ペテロの涙』（Orlando di Lassus: Lagrime di San Pietro）の録音では、フィリップ・ヘレヴェッヘら高名な指揮者に並ぶ高い演奏技術を示した。1998年のアレクサンダー・アグリコラの録音（Alexander Agricola: A Secret Labyrinth）では、いわゆるsecret chromatic art（半音階の秘技）による際立った半音階的変化を見せた。ネーヴェルは演奏キャリアを通じて、たとえ批評家から批判を受けようとも、常に革新性を追求しつづけている。ウエルガス・アンサンブルの活動は、音楽産業が中世やルネサンスの音楽を再発見するはるか以前より始まっているが、30年以上の活動歴を経ても、なお革新的であることに非常に高い意欲をみせている。
2019年よりブルゴーニュのタランにてペンテコステ・フェスティバル(Pentecost Festival)を主催している。
ウエルガス・アンサンブルとネーヴェルの最大の功績の一つは、あまり知られていない作曲家や作品を常に精力的に発掘することである。